# Keni
Keni is een historisch merk van motorfietsen.
Keni - Kempff & Nimtz motorenbau GmbH, later Keni Motorenbau gmbH, Berlin-Steglitz (1923-1925).
Kleine Duitse fabriek van motorfietsen met 145- en 158 cc tweetaktmotoren.